# Зовнішня політика Буркіна-Фасо
Буркіна-Фасо підтримує добрі відносини з країнами Євросоюзу, Азії і Африки. Зокрема, Франція, як колишня метрополія, продовжує надавати значну допомогу і підтримує Компаоре, що має передумови стати впливовою фігурою на місцевій політичній арені. У Буркіна-Фасо налагоджені дипломатичні відносини з Китайською Республікою (як правило, використовується назва «Тайвань», на противагу Китайській Народній Республіці)
Згідно з даними Державного Департаменту США, «відносини Буркіна-Фасо і США в цілому хороші, проте в минулому мали місце ускладнення через участь уряду Компаоре в торгівлі зброєю та іншої діяльності, що тягне за собою застосування санкцій».
Взаємовідносини між Буркіна-Фасо та її західноафриканськими сусідами покращилися за останні кілька років. Зокрема, у відносинах з Ганою намітилося потепління після зміни уряду в цій країні. Президент Компаоре брав участь у врегулюванні політичної кризи в Того і конфлікту з туарегами в Нігері. Буркіна-Фасо підтримує теплі стосунки із Лівією. Територіальну суперечку з Малі вдалося залагодити при втручанні Гани та Нігерії, що призвело до зменшення напруги між двома націями.
З часів Громадянської війни 2002 року в Кот Д'Івуарі відносини між Буркіна-Фасо і цією державою ускладнюються взаємними звинуваченнями. Кот Д'Івуар винить Буркіна-Фасо в підтримці повстанців, але той, в свою чергу, пред'являє претензії з приводу неналежного поводження з буркінійцамі, що працюють на території сусідньої держави. Як би там не було, Кот Д'Івуар був і залишається найголовнішим торговельним партнером Буркіна-Фасо, і десятки тисяч буркінійських громадян продовжують там працювати.
Дев'ятнадцять провінцій Буркіна-Фасо разом з деякими територіями Малі і Нігера входять в Ліптак-Гурмійське Об'єднання (?), Регіональну економічну організацію.

## Двосторонні відносини
Бенін.
У вересні 2007 Економічне співтовариство країн Західної Африки виступило посередником при розв'язанні питання двох сіл на бенінсько-буркінійському кордоні, які залишався з рішення Міжнародного Суду від 2005 року.
Кот-д'Івуар.
Незважаючи на присутність більше 9000 миротворців ООН у Кот-д'Івуарі з 2004 року, етнічний конфлікт продовжує поширюватися на сусідні країни, які більше не можуть посилати своїх робітників на кот-д'івуарські плантації какао.